# 普莱桑斯站
普莱桑斯站（法語：Plaisance）是巴黎地鐵的一個車站，位於巴黎十四區。普莱桑斯站開通於1937年1月21日，最初是巴黎地鐵14號線的車站。1976年11月9日，普莱桑斯站改為巴黎地鐵13號線的車站。

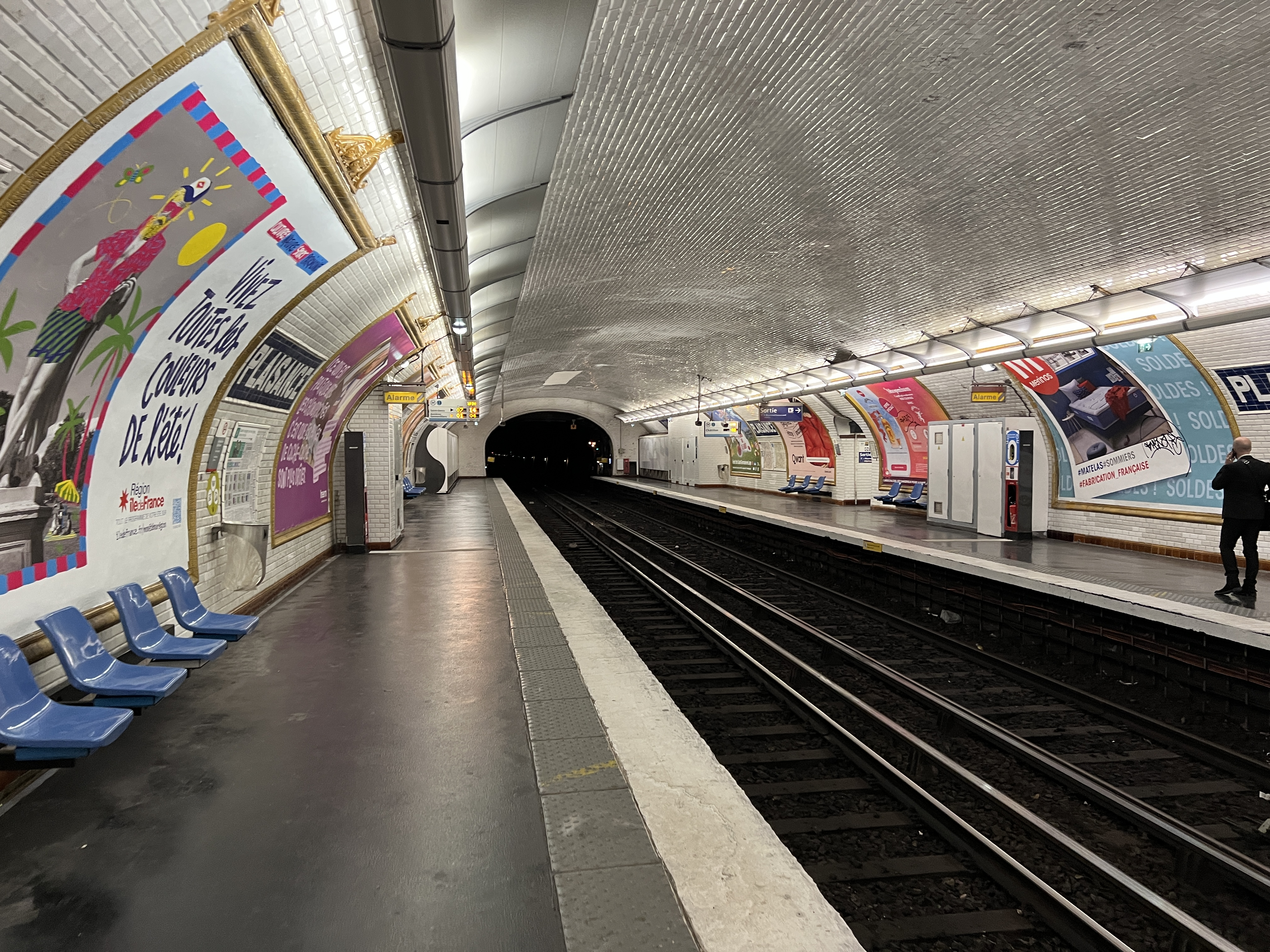
月台（2022年7月）

## 車站結構
| 街道層     |                    |                                     |
| B1         | 夾層               |                                     |
| 13號線月台 | 側式月台，右側開門 | 側式月台，右側開門                  |
| 13號線月台 | 北行               | 往莱库尔蒂耶/聖但尼大學（佩尔内蒂） |
| 13號線月台 | 南行               | 往沙蒂永-蒙魯日（旺沃门）           |
| 13號線月台 | 側式月台，右側開門 |                                     |